# Pergamen

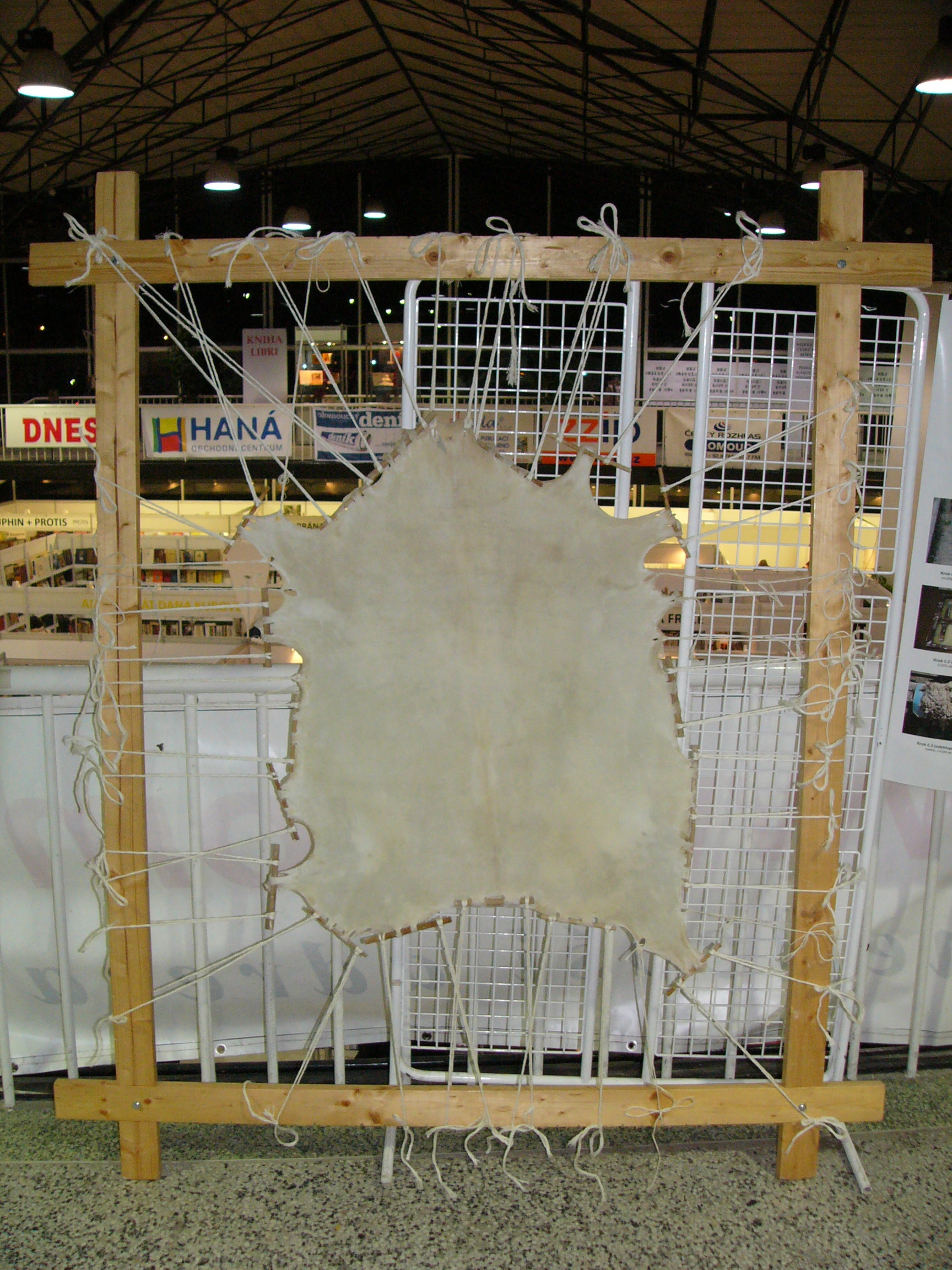
Kecskebőrből készült pergamen

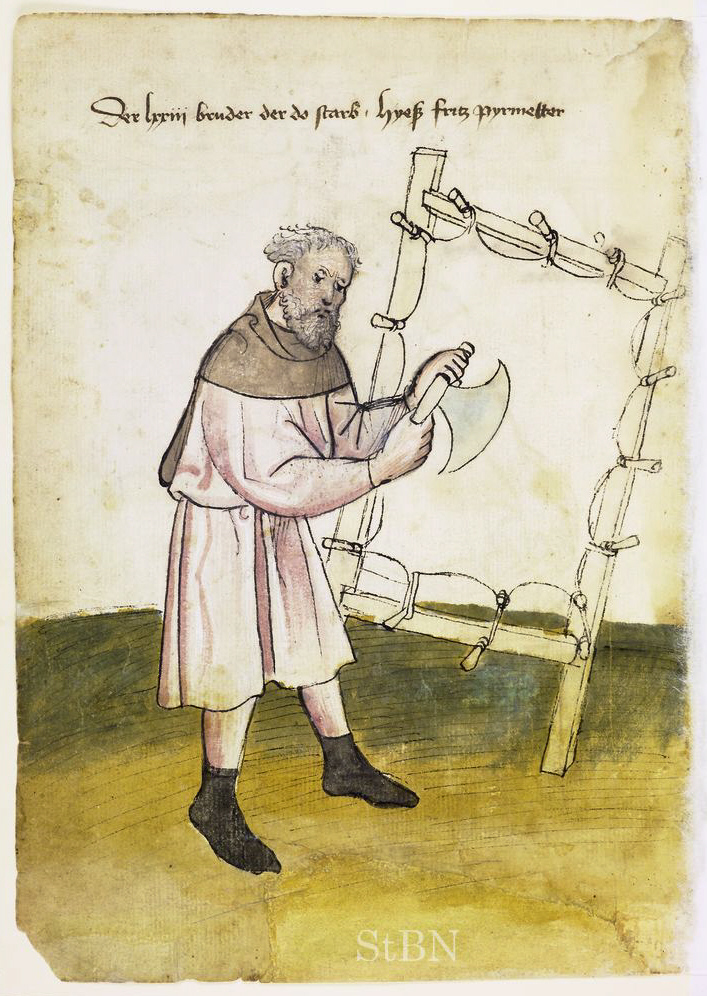
Pergamenkészítő, Nürnberger Hausbücher, 1425

A pergamen (latinul membrana, magyarul hártya) az ókor óta az írás rögzítésére használt cserzetlen, szőrtelenített állati bőrből készült fehérített, vékonyított, általában kétoldalas írásra alkalmas lap. Az elnevezés valószínűleg az ókori görög város, Pergamon (ma Bergama, Törökország) nevéből származik. A hagyomány szerint itt készítettek először pergament az I. e. 2. században.

## Fogalma
A pergamen megnevezést általánosságban minden állati bőrből készített, írásra alkalmas anyagra használták. Eredetileg azonban csak a kecske- vagy juhbőrből készült anyag volt pergamen, a marha- vagy borjúbőrre a vellum kifejezést használták.
A pergamen fokozatosan a legnépszerűbb írásalapanyaggá vált a 4. századtól, kiszorítva a papiruszt, bár már korábban is ismert volt. A 16. századtól, a nyomtatás fellendülésével a papír került előtérbe, bár egyes különleges kódexekhez továbbra is használták a pergament.
A pergamen rendkívül tartós anyag, sokkal inkább, mint például a bőr. Ideális körülmények között akár évezredekig is megmarad. A jó pergamen lágy, vékony, bársonyos tapintású és könnyen hajtogatható. A szőroldal általában kissé sötétebb árnyalatáról ismerhető fel, krémes-sárgás (különösen a báránybőr pergamen esetében), vagy barnásszürke (a kecskebőrnél).

## Története

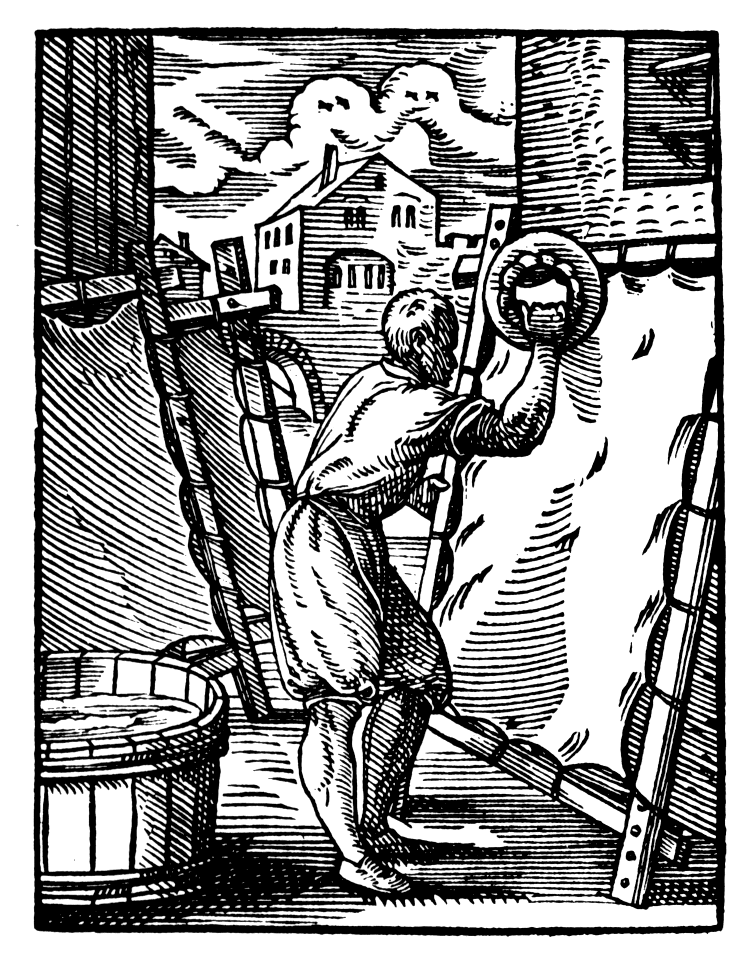
Pergamenkészítő egy 1568-ban megjelent könyvben

II. Eumenész pergamoni király nagy műveltségű uralkodó volt, aki görög kultúrán nevelkedett. Az alexandriai könyvtár mintájára megalapította a pergamoni könyvtárat, s a hellén műveltség terjesztésére Athénból tudósokat és művészeket hívott udvarába. Ügynököket küldött szét az akkor már hanyatló görög birodalomba, hogy értékes kéziratok után kutassanak. Az ügynökök nagy pénzeket ígértek a városok és tudósok tulajdonában lévő kéziratokért, s ezzel magasra felverték az árakat. A Ptolemaioszok nem szívesen látták Pergamon királyában az erős vetélytársat és azt is zokon vették tőle, hogy nagyobb jövedelem ígéretével magához csábítja Alexandria legkitűnőbb tudósait. Ezért az egyiptomi uralkodó megtiltotta a papiruszkivitelt Pergamonba.
A legenda szerint a pergamoni király találékonysága kifogott az egyiptomi parancson. Összehívatta tudósait, akik végül is megtalálták azt az anyagot, amellyel a papiruszt pótolni lehet. A tudósok tanácsára a király elrendelte, hogy a bőrcserzők, a tímárok bőrből készítsenek olyan hártyákat, amelyeket íráshoz lehetett használni. Sikerült vékony, hajlékony, sárgásfehér színű lapot előállítani, melyről kiderült, hogy könyvkészítésre sokkal jobban megfelel, mint az addig használt papirusz. A külső behatásokkal szemben ellenállóbb volt és mindkét oldalára lehetett írni. Az új íráshordozót eleinte tekercsbe göngyölítették, ám később áttértek a hajtogatására.
Az ókor végétől kezdve kódexlapokat készítettek belőle, valamint ezen mesteri kivitelű alkotások fafedelét vonták be vele. Dél-Európában csak a lenyúzott bőr húsoldalát készítették ki, a szőroldal durva tapintású és sárgás színű maradt. Az Európa többi részén használt északi- vagy német pergamennek mindkét oldala egyforma minőségű volt. Az 1200-as években arab közvetítéssel Európába került a papír. A kínaiak találmányának körülbelül 300 év kellett ahhoz, hogy a pergamen méltó riválisaként számoljanak vele. A könyvnyomtatás kezdetén még egyaránt használták a pergament és a papírt (a 42 soros Gutenberg-Bibliának is vannak pergamenre nyomtatott példányai). A papír elterjedése nem taszította le végleg a történelem színpadáról, ugyanis hivatalos dokumentumok és oklevelek esetében még az újkorban is a pergamen maradt az elsődleges íráshordozó.

## Készítése

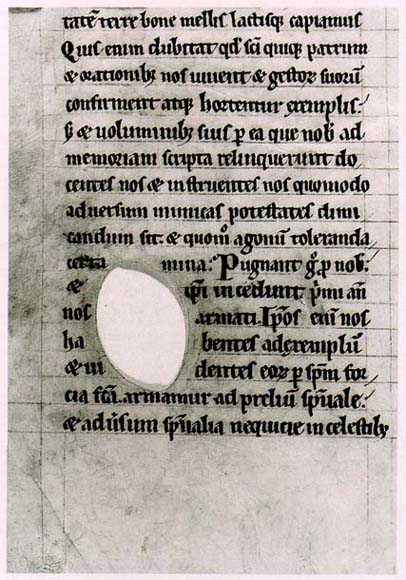
Hibás kódex

A pergament erre specializálódott szakemberek, a pergamenkészítő mesterek (percamenarius-ok) készítették.
A pergamenkészítés bonyolult folyamat volt.
Elsőként fontos volt a megfelelő minőségű bőr kiválasztása, ugyanis a középkorban a falusi állatállomány nagy része szenvedett a kullancsoktól és különféle betegségektől, amelyek a pergamenkészítés számára elfogadhatatlan nyomokat hagytak volna a bőrön. A pergamenkészítők figyelembe vették azt is, hogy milyen színű volt az adott állat gyapja vagy szőre, mivel ez is befolyásolta a végtermék minőségét. A fehér juhok vagy tehenek bőréből általában fehér pergamen készülhetett, de a pergamenkészítők által a legjobban kedvelt és legjellegzetesebb barnás árnyalatú pergamenek előállításához foltos vagy barnás tehenek, kecskék bőrét használták fel.
A pergamen készítéséhez a lenyúzott állati (borjú-, juh-, házikecske-, esetenként ló-, nyúl-) bőrt először meszes fürdőben áztatták (melegebb éghajlatú országokban egyszerűen kiterítették a napra), majd a megpuhult szőrzetet és húst lehúzták a bőrről. Ahol csak lehetséges volt, ott a bőr külső rétegét (szőroldal) is eltávolították. Ebben a fázisban vált az irhából tulajdonképpeni pergamen. A megtisztított irhát ezután még két napig tiszta vízben áztatták, hogy kimosódjon belőle a mész, ezt követően feszítették csak ki a bőrt egy arra alkalmas kereten. Ez volt a folyamat legfontosabb része. Fontos volt, hogy az irhát nem szöggel rögzítették a keretre, hiszen az szárítás közben zsugorodott, és a szögek feltépték volna a készülő pergament. Ezen kívül a keretet is többször használták fel, emiatt sem jöhetett szóba a többszörös szögelés. A szögek helyett a kereten körben állítható kis pöckök voltak elhelyezve. 

„A készítő fogta a bőrt, és egyenlő távolságokra az irha lágy szegélyére kis kavicsokat helyezett, melyeket az irhával egybecsippentve zsinórokkal körbetekert. A zsinórok végeit a kereten lévő pöckökre erősítette, amelyeknek elforgatásával szabályozhatta a feszítés mértékét, míg az irha teljesen rá nem simult a keretre. Ahogy az irha egyre jobban száradt és nyúlt, minden kis vágás vagy szakadás, mely a szőrtelenítés vagy vakarás közben keletkezett, kerek vagy ovális lyukká növekedett. Ilyen lyukakkal gyakran lehet találkozni középkori kódexlapokon. Ha a pergamenkészítő időben észrevette ezeket, még be tudta foltozni őket, hogy megakadályozza kitágulásukat. Némelyik kódexlapon ilyen foltozás nyomait őrzik a nyomás alatt újra kinyílt, felfeslett varrásukat megtartott kerek lyukak. (Lásd: Hibás kódex képe)”

A bőr tehát ennél a fázisnál már feszes és rugalmas, de még nedves volt. A pergamenkészítő állandóan nedvesen tartotta, forró vizet locsolt rá. Ezután kezdte el erőteljesen dörzsölni a lunellummal. A munka előrehaladtával a pergamenkészítő állandóan egyre szorosabbra húzta a kereten a feszítőpöcköket, és kis kalapáccsal meg is ütögette őket, hogy biztosabban tartsanak. Az irhát ezután hagyta megszáradni a kereten: ekkor már olyan feszes volt, mint egy dob. A feszítőpöckök kioldása után a száraz, hártyavékony kész pergament leemelték a kertről, hogy összegöngyöljék és/vagy raktározásra, eladásra bocsássák.
Az írásra való előkészítés a következőképpen zajlott:
A pergament habkővel lecsiszolták, ami elősegítette, hogy a tinta mélyen behatoljon a rostokba. A sima felület és a fehér szín elérése érdekében krétával kifehérítették vagy mészből, lisztből, tejből és tojásfehérjéből álló keveréket dörzsöltek a bőrbe. Mindezek után méretre vágták.
Az eladásra kerülő vellumok, amelyeket a középkori írnokok vagy könyvkészítők vásároltak valószínűleg nyers pergamenek voltak, melyet még nem készítettek elő közvetlenül az íráshoz krétabedörzsöléssel.
A korai időkben készült pergamenek még eléggé vastagok voltak, a XIII. században azonban ezt hirtelen egy csaknem hártyavékonyságú pergamen váltotta fel.

## Művészet

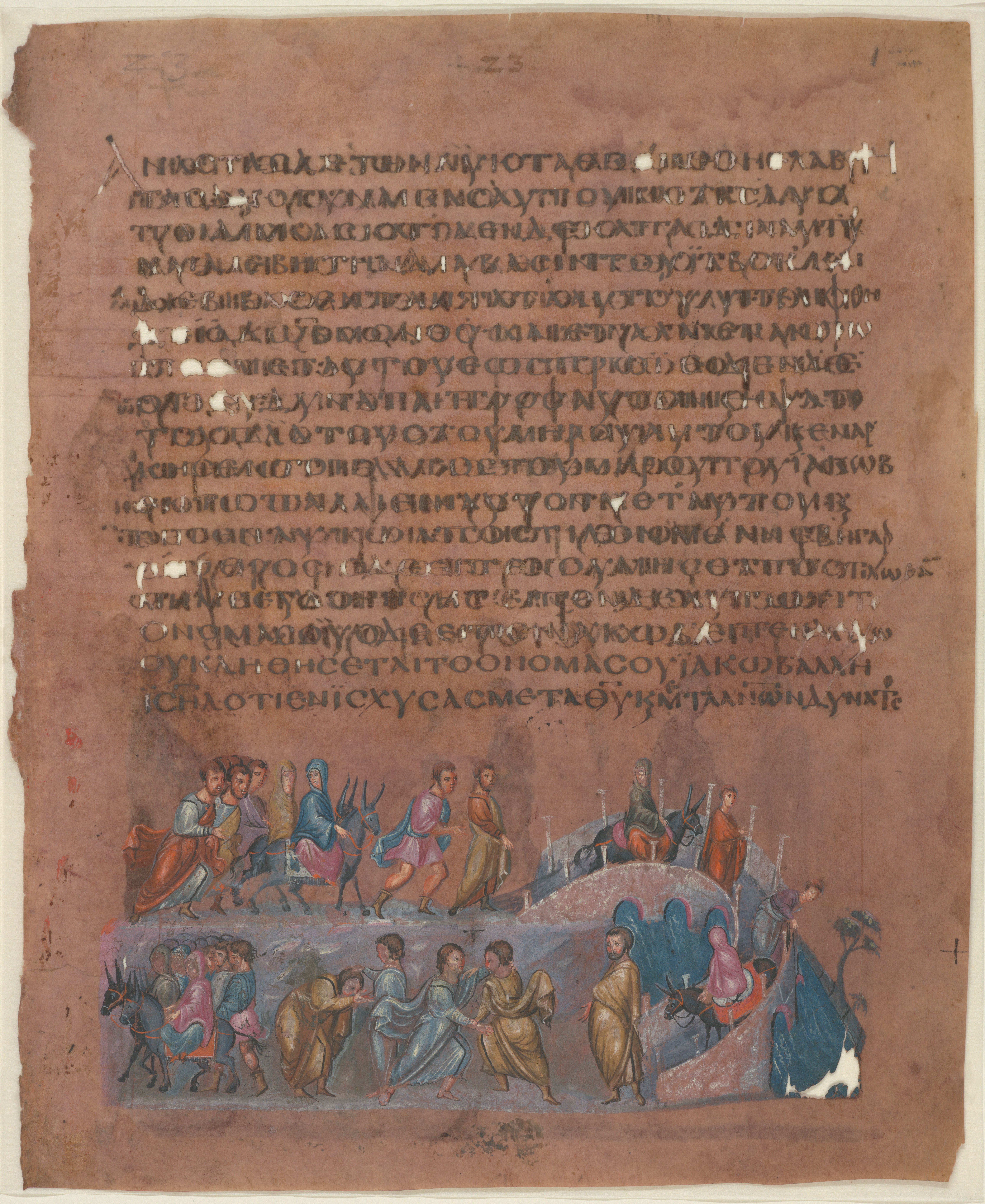
A bécsi Genesis

A Bizánci Birodalomban művészi kivitelű kódexeket készítettek, mégpedig úgy, hogy a pergamenre a tüskés bíborcsiga festékéből egy réteget vittek fel, majd ezüsttel és arannyal írtak rá.
- Codex purpureus Rossanensis
- Codex Sinopensis
- Bécsi Genesis

Miután Szent Jeromos egyik híres passzusában fölösleges fényűzésnek ítélte ezt a gyakorlatot, felhagytak vele. Európa többi részén azonban egyre-másra készültek a zöld, indigó, vörös, bíbor és narancssárga kódexlapok.
- Codex Argenteus (Ravennában készült gót nyelvű evangélium)
- Codex Vercellensis (Vercelliben készült latin nyelvű evangélium)
- Stockholm Codex Aureus (latin és óangol nyelven íródott evangélium)

## Mai felhasználása
Ma már csak könyvkötészetben, festőművészetben, lámpaernyők készítéséhez és dobok bevonásához használják, valamint bizonyos egyetemeken (pl. Notre Dame Egyetem) még mindig ez a diploma anyaga. Nem pergamenből van az ún. pergamenpapír (más néven pauszpapír), a pergamenre emlékeztető, kénsavval kezelt nyers papír, amelyet víz- és zsírálló tulajdonságai miatt főleg zsíros vagy nedves élelmiszerek csomagolására használnak.